# Benjamin Sowards
Benjamin Sowards est un artiste et illustrateur américain , qui a apporté ses contributions au programme Artistic Infusion (AIP) de la Monnaie des États-Unis en concevant plusieurs pièces et médailles officielles. En parallèle, il est professeur et directeur du programme d'illustration à la Southern Utah University (en) (SUU) depuis 2001. Ses œuvres, caractérisées par un style réaliste avec une touche de fantaisie, figurent dans des collections publiques et privées à l'échelle internationale.

## Biographie et carrière
Benjamin Sowards a suivi des études supérieures et de premier cycle au Laguna College of Art and Design (en) et à l'université Brigham-Young. Il est titulaire d'un baccalauréat en beaux-arts illustration et d'une maîtrise en beaux-arts peinture. Au début de sa carrière, il a brièvement travaillé dans l'industrie du jeu vidéo en tant qu'artiste conceptuel et de produit.
Depuis 2001, Sowards est membre du corps professoral de la Southern Utah University (en), où il dirige le programme d'illustration. Il y enseigne l'illustration par le dessin, la peinture et la sculpture, intégrant à la fois les techniques traditionnelles et les outils numériques avancés. Sowards exprime son amour pour l'enseignement comme une opportunité d'explorer la signification et l'origine de l'histoire humaine, et le pouvoir de l'anatomie à transmettre le sens par le geste et la représentation. Il considère l'illustration comme un domaine en évolution rapide, marqué par une expansion et une diversification sans précédent. Ses cours à la SUU incluent le dessin d'après nature et l'anatomie, la peinture de portrait et de figure, l'illustration numérique, le développement visuel et l'illustration numérique 3D.
Benjamin Sowards et sa famille résident actuellement au Nouveau-Mexique.

## Monnaie des États-Unis
En tant que membre du programme Artistic Infusion (AIP) de la Monnaie des États-Unis, Benjamin Sowards a été un designer prolifique pour des pièces et médailles officielles. En juin 2019, la Monnaie lui a octroyé le contrat de livraison à durée indéterminée 2031JG19D00045 pour les « Contrats du programme Artistic Infusion (AIP) 2019 ». Ce contrat, d'une durée de 6 ans et 6 mois, devait se terminer le 31 décembre 2025. Son plafond a été considérablement augmenté, passant de 12 500 à 330 000 $, avec 94 000 $ déjà engagés au 31 janvier 2025. La majeure partie du travail dans le cadre de ce contrat a été réalisée en Utah.
En reconnaissance de son travail, Numismatic Guaranty Corporation (en) (NGC) a établi un partenariat exclusif avec Benjamin Sowards pour des étiquettes de signature, offrant aux collectionneurs une « connexion personnelle » avec ses créations.

## Conceptions notables de pièces et médailles
Benjamin Sowards a contribué à la conception de plusieurs pièces et médailles commémoratives pour la Monnaie, dont le revers de la pièce de 10 $ de la Première épouse Jacqueline Kennedy en 2015,.
En 2016, il conçoit l’avers de la pièce de 5 $ Mark Twain. Cette conception, sculptée par Don Everhart, représente un portrait de Mark Twain avec les inscriptions « LIBERTY », « IN GOD WE TRUST » et « 2016 »,.
La même année il réalise l’avers de la pièce Nancy Reagan comportant le portrait de la première dame. La monnaie est sculptée par Joseph Menna,.
En 2019, Sowards crée l’avers de la médaille en bronze des vétérans américains. Sculptée par Joseph F. Menna, cette conception représente un aigle chauve se préparant à prendre son envol, symbolisant l'initiative, la détermination et le courage des membres des forces armées des États-Unis. Les cinq étoiles à cinq branches représentent les cinq branches des forces armées, et les initiales de Sowards, « BS », sont visibles sur l'une des plumes de l'aile gauche de l'aigle.
Retour aux premières dames en 2020 pour l’avers de la médaille de Barbara Bush. Le portrait, conçu par Sowards, a été sculpté par Phebe Hemphill. La médaille reprend les motifs des pièces d'or de 10 $ Barbara Bush, sans les inscriptions monétaires,.
L’avers de la médaille présidentielle Donald J. Trump est une autre réalisation de 2020. Cette conception, sculptée par Phebe Hemphill, présente un portrait de Donald Trump avec la Maison Blanche et un drapeau américain en arrière-plan.
En 2021, il crée le revers du quart de dollar Washington, représentant la traversée du Delaware. Dévoilé le 25 décembre 2020, ce dessin, sculpté par Michael Gaudioso, commémore la traversée historique du fleuve Delaware par George Washington en 1776, le représentant à la tête de ses troupes à travers les eaux glacées. Les initiales de Sowards figurent à gauche de Washington sur la pièce,,.
Il rejoint la série American Women en 2022 en produisant le revers du quart de dollar Wilma Mankiller. Sculpté par Phebe Hemphill, ce dessin représente Wilma Mankiller, première femme élue chef principal de la Nation Cherokee, enveloppée dans un châle traditionnel et accompagnée de l'étoile à sept branches de la Nation Cherokee. Il inclut son titre en anglais et en syllabaire cherokee, marquant la deuxième utilisation de la langue cherokee sur une pièce de monnaie américaine,.
L’année suivante, Benjamin Sowards dessine le revers de la pièce de 1 dollar Native American de Maria Tallchief. Ce dessin, sculpté par Phebe Hemphill, honore Maria Tallchief, première prima ballerina amérindienne d'Amérique. Il la représente dans une pose de ballet, entourée de quatre autres danseuses et d'un motif lunaire,,.
Maria Tallchief est également honorée sur le dessin du revers du quart de dollar American Women de 2023. Sculpté par Joseph F. Menna, ce dessin met en scène Maria Tallchief dans une pose de ballet, sous les projecteurs, avec son nom Osage « Wa-Xthe-Thoṉba » (signifiant deux standards) écrit en orthographe Osage. Elle est représentée effectuant un saut dramatique, dans son costume du Firebird,.

## Style Artistique
Le style artistique de Benjamin Sowards est principalement réaliste, teinté d'une touche de fantaisie. Il est reconnu pour sa capacité à créer des designs expressifs qui donnent vie aux sujets historiques qu'il représente. Son portfolio comprend des portraits officiels et des illustrations de livres entièrement peintes. Sowards souligne l'importance de la préparation, de la recherche et des voyages dans son processus créatif pour produire des œuvres qui reflètent fidèlement les individus et les thèmes qu'il s'efforce de représenter. Il utilise indifféremment des méthodes traditionnelles et numériques dans sa pratique artistique et son enseignement.